# NBA生涯功労賞
NBA生涯功労賞 (NBA Lifetime Achievement Award) は、NBAの選手としてはもちろん、ヘッドコーチやコートの外でも多大な貢献が認められた人物に贈られる賞。
受賞者は2016-17シーズンより、毎年プレーオフ期間中に発表される。
受賞資格は定められていないが、これまでの受賞者はアメリカ合衆国国籍でバスケットボール殿堂表彰者であり、NBAファイナル優勝、レギュラーシーズンMVP受賞なども共通している。

## 歴代受賞者
| シーズン | 名前                   | ポジション | 球団                                              | 受賞年齢 |
| -------- | ---------------------- | ---------- | ------------------------------------------------- | -------- |
| 2016–17  | ビル・ラッセル         | C          | ボストン・セルティックス                          | 83       |
| 2017–18  | オスカー・ロバートソン | PG         | シンシナティ・ロイヤルズ ミルウォーキー・バックス | 79       |
| 2018–19  | ラリー・バード         | SF/PF      | ボストン・セルティックス                          | 62       |
| 2018–19  | マジック・ジョンソン   | PG         | ロサンゼルス・レイカーズ                          | 59       |